# Сибери, Инез
 Инез Сибери (англ. Ynez Seabury; 26 июня 1907 — 11 апреля 1973) — американская актриса немого кино и начала звуковой эпохи.

## Биография
Родилась в штате Орегон, её потомки — одни из первых испанских семей в Калифорнии. Её прадед Луис Мария Перальта испанский солдат, который получил в дарственную землю ранчо Сан-Антонио, один из основателей Окленда, штат Калифорния. Девочка росла в творческой атмосфере — её родители были актёрами. Мать — Шарлота появлялась в нескольких постановках в различных театрах Лос-Анджелеса, а также на второстепенных ролях в некоторых Голливудских фильмах. Её отец, Лэс Сибери, исполнял эпизодические роли — в основном офицеров запаса. Как только девочке исполнилось полтора года, отец стал брать её на свои спектакли, и девочка наблюдала за ним из-за кулис.

## Карьера

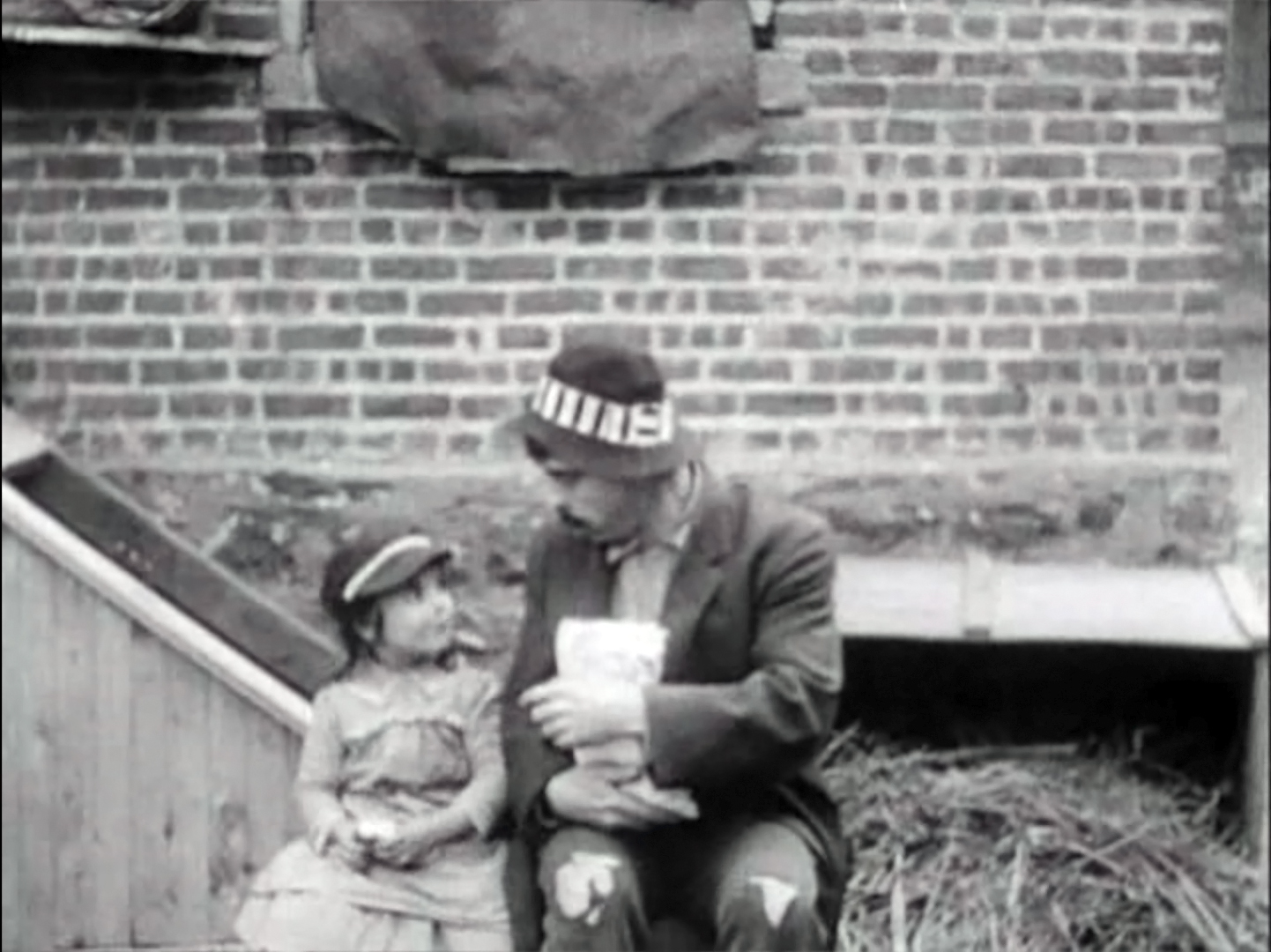
Кадр из фильма «Сердце скряги» 1911

В 1911 году попадает в труппу Дэвида Уорка Гриффита. И сразу выходит её первый фильм «Сердце скряги», где она играла вместе с Бобби Харроном. Затем в 1912 году Гриффит снимает фильмы «Лучик солнца», «Злоключения Билли», «Для его сына» где маленькая девочка вновь играет вместе с такими актёрами как Клэр Макдауэлл, Бланш Свит, Дороти Бернард, Лайонел Берримор и др. Впоследствии, журналисты окрестили её «The Biograph Baby». После съемок у Гриффита девочка вернулась в театр, где с декабря 1912 по март 1913 года играла в постановке «Racketty-Packetty House».
Тема индейцев была значима в жизни мисс Сибери. В 1927 году снимается в ещё одном фильме на эту тематику — «Красная глина», фильм, в котором она снималась вместе с Уильямом Десмондом и Альбертом Смитом. За роль в этом фильме, горничной индейского происхождения, она заслужила признание не только у кинематографистов, но и у самих индейцев. За роль индейской девушки, Инез была принята членами племени Хопи. Впоследствии 29 племен со своими предводителями гастролировали вместе со спектаклем и участвовали в нём в качестве фоновой массовки.

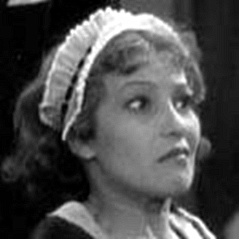
«False Impressions» (1932)

В том же 1927 году Инез сотрудничала с комическим актёром Бертоном Черчиллем. Бертон работал в молодости с отцом юной звезды — Лэсом Сибери. Актёр пригласил Инез для совместной работы над спектаклем Allas the Deacon (1927) в Голливудском театре.
В 1928 году участвовала в постановке романтической драмы Ричарда Талли «Его цветочная невеста», премьера которой состоялась в театре Мейсона в Лос-Анджелесе в марте.
В 1937 она была участницей радиоспектакля вместе с Джеком Бенни и Мэри Ливингстон на Радио CBS «Миллионы Брюстера».
Инез Сибери оставалась на экране до конца 1940-х годов, зачастую это были эпизодические роли, её имя не указывалось в титрах. Последний фильм — «Самсон и Далила» (1949), режиссёром которого был Сесил Блаунт Демилль, в титрах актриса также не значилась.

## Личная жизнь
В 1928 году Инез вышла замуж за Уолтера Уильяма Костелло, но роман продлился недолго, и через год молодая пара развелась. Вторым мужем стал Вернон Кейт Уайт, за которого актриса вышла замуж в 1960 году. Прожили они вместе семь лет, до 15 июня 1967 года, когда Вернон умер.

## Фильмография
| Год  |   | Русское название               | Оригинальное название       | Роль                                    |
| ---- | - | ------------------------------ | --------------------------- | --------------------------------------- |
| 1911 | ф | Сердце скряги                  | The Miser's Heart           | Маленькая Кэти                          |
| 1912 | ф | Для его сына                   | For His Son                 | ребенок                                 |
| 1912 | ф | Злоключения Билли              | Billy's Stratagem           | Сестра Билли                            |
| 1912 | ф | Лучик солнца                   | The Sunbeam                 | Солнышко                                |
| 1914 | ф | Васко, Вампир                  | Vasco, the Vampire          | в титрах не указана                     |
| 1923 | ф | Клевета на женщину             | Slander the Woman           | индианка                                |
| 1923 | ф | Седьмой день                   | The Seventh Day             | Мей Ванг                                |
| 1923 | ф | Камео Кирби                    | Cameo Kirby                 | в титрах не указана                     |
| 1924 | ф | Мужья напрокат                 | Borrowed Husbands           | в титрах не указана                     |
| 1924 | ф | Когда девушка любит            | When a Girl Loves           | Fania                                   |
| 1925 | ф | Калгари Стампид                | The Calgary Stampede        | Nennah                                  |
| 1925 | ф | Корабль душ                    | Ship of Souls               | Annette Garth                           |
| 1927 | ф | Красная глина                  | Red Clay                    | Minnie Bear Paw                         |
| 1930 | ф | Мадам Сатана                   | Madam Satan                 | Babo                                    |
| 1931 | ф | Динамит                        | Dynamite                    | Нейбор – дочка мистера Джонсона         |
| 1931 | ф | Все для дамы                   | All for a lady              | в титрах не указана                     |
| 1931 | ф | Высадка в Пекинге              | Peeking in Peking           | в титрах не указана                     |
| 1932 | ф | Бродяга                        | The Drifter                 | Ивонна                                  |
| 1932 | ф | Ложные впечатления             | False Impressions           | Французская горничная                   |
| 1932 | ф | Знак креста                    | The Sign of the Cross       | маленькая девочка (в титрах не указана) |
| 1934 | ф | Отныне и навек                 | Now and Forever             | в титрах не указана                     |
| 1934 | ф | Клеопатра                      | Cleopatra                   | роль неизвестна                         |
| 1936 | ф | Невидимый луч                  | The Invisible Ray           | Селест                                  |
| 1938 | ф | Девушка золотого Запада        | The Girl of the Golden West | Wowkle                                  |
| 1939 | ф | Юнион Пасифик                  | Union Pacific               | Шримп                                   |
| 1940 | ф | Северо-Западная конная полиция | North West Mounted Police   | миссис Шотли                            |
| 1942 | ф | Пожнёшь бурю                   | Reap the Wild Wind          | Гость на балу                           |
| 1949 | ф | Самсон и Далила                | Samson and Delilah          | в титрах не указана                     |